# Blockdruck

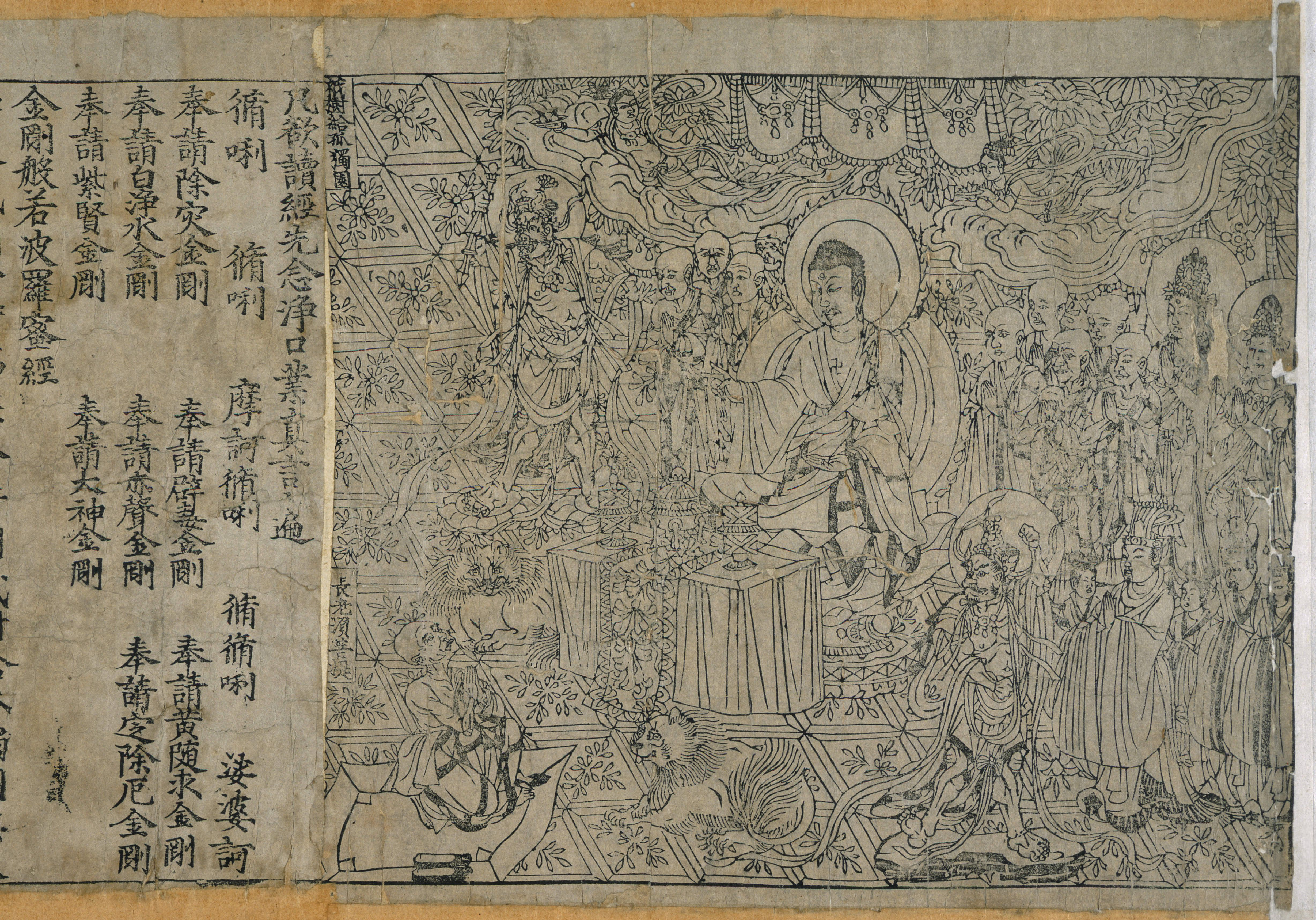
Im Blockdruck hergestellte Seite (China, 9. Jahrhundert)

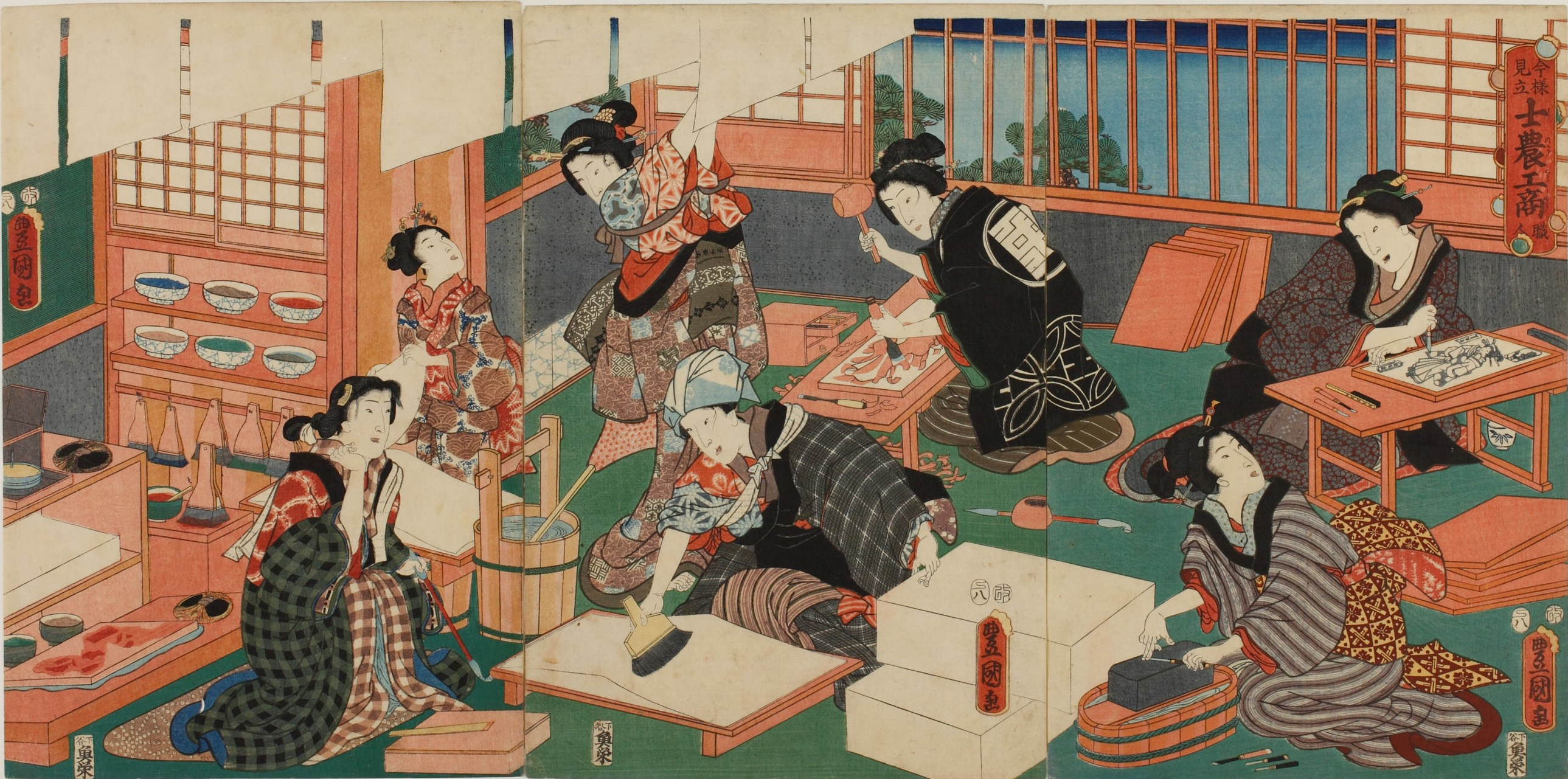
Utagawa Kunisada (1857) Der Holzschnittdruckprozess, Kunisada, 1857. Eine Fantasieversion, die ausschließlich mit gut gekleideten „Schönheiten“ besetzt war. Tatsächlich waren nur wenige Frauen in der Druckgrafik tätig.

Der Blockdruck, auch Holztafeldruck genannt, war das gängige Druckverfahren, bis Johannes Gutenberg den Buchdruck weiterentwickelte; er wurde in China erfunden. Nach Europa gelangte er erst im 14. Jahrhundert. Beim Blockdruck wurden – im Unterschied zum Holzschnitt – Bild und Text gemeinsam mit einer Holzplatte gedruckt.
Beim Blockdruck wurden aus Holztafeln Text und Darstellungen einer ganzen späteren Papierseite seitenverkehrt herausgeschnitten, diese eingefärbt und auf feuchtes Papier gepresst, „gedruckt“. Heute ist uns dieses Verfahren noch über den Holzschnitt oder den Linoldruck bekannt. „Die meisten Blockbücher entstanden im Reiberdruckverfahren, bei dem der Drucker ein Blatt Papier auf den eingefärbten Holzschnitt legte und dann möglichst fest andrückte. Dazu benutzte er ein Hilfsmittel, etwa ein Falzbein.“ Der Kunsthistoriker Friedrich Lippmann beschrieb die Unterscheidungsmerkmale so: „Die von dem Reiben zurückbleibenden Spuren der Glättung, des Niederdrückens der Papierfasern lassen derartige Reibdrucke mit ziemlicher Bestimmtheit von Drucken unterscheiden, die durch Pressung, worunter wir ein Aufdrücken der Form auf das Papier verstehen, erzeugt sind.“ Eine als Blockdruck ausgeführte gebundene Folge zusammengehöriger Drucke von Holztafeln wird Blockbuch genannt. Derartige Blockbücher, die in Europa erst im 15. Jahrhundert aufkamen, waren spätestens seit dem 7. Jahrhundert bekannt. Mit geschnittenen Holzklischees wurde in China schon während der Tang-Dynastie (615–906 n. Chr.) gedruckt, wobei Zeichnung und Begleittext in die gleiche Druckform eingeschnitten waren. Diese Drucktechnik verbreitete sich zunächst in Südostasien.
Das früheste Beispiel eines Blockdrucks auf Papier wurde 1974 bei einer Grabung im heutigen Xi’an, also der Hauptstadt Chang’an aus der Tangdynastie, entdeckt. Es handelt sich um ein auf Hanfpapier gedrucktes Dharani-Sutra, das in die Zeit von 650 bis 670 datiert wird. Ferner wurde ein Lotos-Sutra geborgen, das zwischen 690 und 699 gedruckt wurde.
Weitere erwähnenswerte Drucke:
- 1966 wurde im koreanischen Gyeongju, früher Hauptstadt des Königreichs Silla, der bisher älteste noch erhaltene Blockdruck im buddhistischen Tempel Bulguksa gefunden – ein auf einer 8 cm breiten und 630 cm langen Rolle Maulbeerbaumpapier gedruckter Kanon über die Makellose Große Dharani Sutra, der buddhistische Lehrsätze enthält. Die Arbeit wird zwischen 704 und 751 datiert.

- Zuvor galten die japanischen Hyakumantō Darani („1.000.000 Pagoden und Dharani-[Gebete]“) als älteste Holztafeldrucke. Kaiserin Shōtoku befahl demnach 764 den Druck von einer Million Gebetszetteln, die in ebenso viele Holzpagodenmodelle gepackt wurden, wobei das Projekt bereits 770 abgeschlossen wurde; noch heute existieren tausende Exemplare.[4]

Die Zahl der chinesischen Holzschneider (Blockcarver) der Song-Dynastie (960–1279), die eine anerkannte Rolle bei der Textvervielfältigung spielten und ihren Namen als Signatur auf den jeweiligen Holztafeln bzw. Druckseiten überliefert haben, wird auf mindestens 3000 geschätzt.
2009 wurde die Chinesische Blockdruck-Technik von der UNESCO in die Repräsentative Liste des immateriellen Kulturerbes der Menschheit aufgenommen.
In Europa lässt sich die Verwendung des Holzstempels ab dem 12. Jahrhundert nachweisen: In Italien wurden auf diese Weise Stoffe bedruckt. Man vermutet, dass durch Spielkartenmaler diese Technik im 14. Jahrhundert auch nach Mitteleuropa gelangte. Um 1430 entstanden dann in Europa erste Blockbücher, bei denen jede Seite mit einer zusammenhängenden Holzplatte gedruckt wurde, die sowohl Schrift als auch Bilder enthalten konnte.